# Alf R. Jacobsen
Pour les articles homonymes, voir Jacobsen.
Œuvres principales
- Kharg
- Iskyss

Alf Reidar Jacobsen, né le 21 février 1950 à Hammerfest, en Norvège, est un écrivain, scénariste et journaliste norvégien, auteur de roman policier.

## Biographie
Il fait des études en littérature et en sociologie à l'université d'Oslo et à l'université de Bergen. Il mène un temps une carrière de journaliste indépendant, puis travaille pour le Finnmark Dagblad (no), le Alle Menn (no), le Klassekampen (no), le Verdens Gang et le Dagbladet. À partir de 1993, il devient rédacteur en chef, d'abord pour le magazine économique Økonomisk Rapport, puis, de 1995 à 2001, pour une émission télévisée documentaire de la NRK.
En 1982, il publie son premier roman, Stalins gull. Avec Kharg, paru en 1988, il remporte le prix Riverton 1988. Entre-temps, il fait aussi paraître divers ouvrages sur le transport maritime et sur la Seconde Guerre mondiale. En 1991, il publie Iskyss, basé sur l'histoire de l'espion Gunvor Galtung Haavik (no). Avec cet ouvrage, il est lauréat du SKUP-prisen (no) 1991. En 2008, il rédige la biographie de Svend Foyn, Svend Foyn. Fangstpioner og nasjonsbygger, qui instigua la chasse industrielle de la baleine grâce à l'utilisation du baleinier à vapeur et à l'usage de son invention, le harpon à tête explosive, brevetée en 1870.
En 1989, Alf R. Jacobsen s'intéresse aussi à l'écriture de scénarios, d'abord pour la télévision, et, depuis 1997, au cinéma.

## Œuvre

### Romans
- Stalins gull (1982)
- Osiris (1986)
- Ikkevold-saken (1987)
- Kharg (1988)
- Rødt som kirsebær (1994)
- Kameleon (1998), coécrit avec Ingvald Thuen
- Typhoon (1999), coécrit avec Ingvald Thuen
- Tango bacalao (2000)
- Djevelens kobber (2015)

### Biographie
- Svend Foyn. Fangstpioner og nasjonsbygger (2008)

### Autres ouvrages
- Eventyret Anders Jahre (1982)
- Dynastiet Bergersen (1984)
- Børshaiene (1985), coécrit avec Geir Imset
- Muldvarpene: norsk etterretning fra 1. verdenskrig til Arne Treholt (1985)
- Kampen om kosmos (1986)
- Kværner, krig. Dagbok fra et aksjeraid (1987)
- Svartkammeret (1989), coécrit avec Egil Mørk
- Iskyss (1991)
- Løpende risiko (1992), coécrit avec Jan Erik Langangen
- De visste alt. En dokumentasjon om niende etasje (1993), coécrit avec Ronald Bye et Finn Sjue
- Uten skrupler (1993)
- Mistenksomhetens pris (1995)
- Fra brent jord til Klondyke (1996)
- 100 år i norsk mat. Nestlé i Norge (1998), coécrit avec Per J. Hellevik
- Scharnhorst (2001)
- Forlis (2002)
- Banesår. Tirpitz og jakten på X5. (2003)
- Til siste slutt (2004)
- Rød August (2005)
- Nikkel, jern og blod. Krigen i nord 1939-1945 (2006)
- U-2-affæren (2009)
- Krysseren Blücher (2010)
- Kongens nei (2011)
- Angrep ved daggry – Narvik, 9.–10. april 1940 (2012)
- Bitter seier. Narvik, 10. april-10. juni 1940 (2013)
- Miraklet ved Litza: Hitlers første nederlag på Østfronten (2014)
- 1945. Hat, hevn, håp (2015)
- På havets bunn. Sjøkrig og skattejakt (2015)

## Filmographie

### À la télévision

#### Adaptation
- 1991 : 3 épisodes de la mini-série télévisée norvégienne Affæren Anders Jahre, adaptation de Eventyret Anders Jahre

#### Scénario
- 1989 : ...av hensyn til rikets sikkerhet , téléfilm norvégien réalisé par Tore Breda Thoresen

### Au cinéma

#### Adaptation
- 2008 : Iskyss'', film norvégien réalisé par Knut Erik Jensen, adaptation de Iskyss

#### Scénarios
- 1997 : Brent av frost, film norvégien réalisé par Knut Erik Jensen
- 2000 : Når mørket er forbi, film norvégien réalisé par Knut Erik Jensen
- 2010 : Cold Race, film documentaire en quatre parties de Lars Toverud, dont le scénario est rédigé par une équipe de scénaristes sous la direction de Alf R. Jacobsen

## Prix et distinctions

### Prix
- Prix Riverton 1988 pour Kharg[1]
- SKUP-prisen (no) 1991 pour Iskyss[2]
- Fangenes Testamente (no) 2015[3]